# Осипов, Дмитрий Вячеславович
Дми́трий Вячесла́вович О́сипов (род. 14 февраля 1996, Самара) — российский футболист, защитник.

## Карьера
Воспитанник футбольного клуба «Крылья Советов».
В сезонах 2012/13 и 2013/14 был заявлен за молодёжный состав самарского клуба, но сыграл лишь в одном матче молодёжного первенства. На сезон 2014/15 был заявлен за «Сибирь-2», выступавшую в Первенстве ПФЛ, но на поле не выходил. Сезон 2015/16 также провёл в фарм-клубе «Сибири», приняв участие участие в 7 играх.
Сезон 2016/17 начал в молодёжном составе «Томи», однако зимой был переведён в основной состав команды после того как из-за финансовых проблем клуб покинуло большое количество футболистов. 3 марта 2017 года в матче против «Ростова» дебютировал в РФПЛ.
Летом 2017 года вернулся в «Крылья Советов» и был заявлен за дубль команды.

## Клубная статистика
| Выступление      | Выступление      | Выступление      | Лига | Лига | Кубки | Кубки | Еврокубки | Еврокубки | Прочие | Прочие | Итого | Итого |
| Клуб             | Лига             | Сезон            | Игры | Голы | Игры  | Голы  | Игры      | Голы      | Игры   | Голы   | Игры  | Голы  |
| ---------------- | ---------------- | ---------------- | ---- | ---- | ----- | ----- | --------- | --------- | ------ | ------ | ----- | ----- |
| Сибирь-2         | ПФЛ              | 2014/15          | 0    | 0    | 0     | 0     | 0         | 0         | 0      | 0      | 0     | 0     |
| Сибирь-2         | ПФЛ              | 2015/16          | 7    | 0    | 0     | 0     | 0         | 0         | 0      | 0      | 7     | 0     |
| Сибирь-2         | Итого            | Итого            | 7    | 0    | 0     | 0     | 0         | 0         | 0      | 0      | 7     | 0     |
| Томь             | Премьер-лига     | 2016/17          | 10   | 0    | 0     | 0     | 0         | 0         | 0      | 0      | 10    | 0     |
| Томь             | Итого            | Итого            | 10   | 0    | 0     | 0     | 0         | 0         | 0      | 0      | 10    | 0     |
| Крылья Советов-2 | ПФЛ              | 2017/18          | 3    | 0    | 0     | 0     | 0         | 0         | 0      | 0      | 3     | 0     |
| Крылья Советов-2 | Итого            | Итого            | 3    | 0    | 0     | 0     | 0         | 0         | 0      | 0      | 3     | 0     |
| Чита             | ПФЛ              | 2019/20          | 4    | 0    | 2     | 0     | 0         | 0         | 0      | 0      | 6     | 0     |
| Чита             | Итого            | Итого            | 4    | 0    | 2     | 0     | 0         | 0         | 0      | 0      | 6     | 0     |
| Всего за карьеру | Всего за карьеру | Всего за карьеру | 24   | 0    | 2     | 0     | 0         | 0         | 0      | 0      | 26    | 0     |